# 1825 en santé et médecine
| Années de la santé et de la médecine : 1822 - 1823 - 1824 - 1825 - 1826 - 1827 - 1828    |
| Décennies de la santé et de la médecine : 1790 - 1800 - 1810 - 1820 - 1830 - 1840 - 1850 |

Cet article présente les faits marquants de l'année 1825 en santé et médecine.

## Événements
- 27 juillet : la fièvre jaune emporte Antoine de Gramont d'Aster, commandant du 49e régiment de ligne à la Martinique[1] : « Il voulut donner l'exemple d'un courageux dévouement, et se renferma [au Fort-Royal] avec ses soldats pour les faire soigner sous ses yeux[2]. »

## Publications
- Jean-Baptiste Sarlandière : Mémoires sur l'électropuncture.

## Naissances
- 23 mars : Theodor Bilharz (mort en 1862), parasitologue allemand.
- 13 octobre : Alfred Le Roy de Méricourt (mort en 1901), médecin français, spécialiste de médecine navale.